# (5696) Ibsen
(5696) Ibsen es un asteroide perteneciente al cinturón de asteroides descubierto el 24 de septiembre de 1960 por Cornelis Johannes van Houten en conjunto a su esposa también astrónoma Ingrid van Houten-Groeneveld y el astrónomo Tom Gehrels desde el Observatorio del Monte Palomar, Estados Unidos.

## Designación y nombre
Designado provisionalmente como 4582 P-L. Fue nombrado Ibsen en homenaje al escritor noruego Henrik Ibsen, cuyas tragedias más importantes son Peer Gynt, Nora, Ghosts y Hedda Gabler. Vivió en Alemania durante 20 años, antes de regresar a Noruega en 1891. Su influencia en el teatro moderno fue muy grande.

## Características orbitales
Ibsen está situado a una distancia media del Sol de 3,199 ua, pudiendo alejarse hasta 3,713 ua y acercarse hasta 2,685 ua. Su excentricidad es 0,160 y la inclinación orbital 3,337 grados. Emplea 2090,37 días en completar una órbita alrededor del Sol.

## Características físicas
La magnitud absoluta de Ibsen es 12,3. Tiene 10,373 km de diámetro y su albedo se estima en 0,216. 